# 哈尼巴提·沙布开
哈尼巴提・沙布开（Ғанибет Сәбікей 1957年9月—），新疆布尔津人，哈萨克族，中国共产党党员。中华人民共和国政治人物、第十三届全国人民代表大会新疆地区代表。

## 生平
2018年2月24日，当选为第十三届全国人大代表。